# John Cuffe (2e comte de Desart)
John Otway Cuffe, 2e comte de Desart (20 février 1788 - 23 novembre 1820) est un homme politique anglo-irlandais et un pair.

## Jeunesse
Il est le fils de Anne Browne, fille de Peter Browne (2e comte d'Altamont) et Otway Cuffe (1er comte de Desart). Son père est le deuxième fils de John Cuffe, premier baron Desart, haut-shérif du comté de Kilkenny, de sa deuxième épouse, Dorothea Gorges.
Il fait ses études au Collège d'Eton (1802), à Christ Church, à Oxford (1805) et à l'Université d'Édimbourg (1807). Il succède à son père en 1804.

## Carrière
Il est membre du Parlement du Royaume-Uni pour Bossiney, du 13 décembre 1808 à mai 1817. Il occupe le poste de Lords du Trésor de 1809 à 1810.
Il a une maison à Desart Court, dans le Comté de Kilkenny, en Irlande, et est maire de Kilkenny de 1809 à 1810.

## Famille
Le 7 octobre 1817, il épouse Catherine O'Connor (c. 1799 –1874), fille et cohéritière de Maurice Nugent O'Connor de Mount Pleasant, comté de King, et Maria Burke, fille de Thomas Burke, baronnet. Ensemble, ils ont un fils :
- John Cuffe (3e comte de Desart) (1818-1865), qui épouse Elizabeth Lucy, fille de John Campbell, premier comte de Cawdor, en 1842[4]

Le comte de Desart meurt le 23 novembre 1820. Son fils unique et héritier, John Otway O'Connor Cuffe, lui succède et devient le troisième comte de Desart. Après sa mort, sa veuve se remarie avec Rose Lambart Price, fils et héritier de Rose Price, 1er baronnet.